# Okultacja

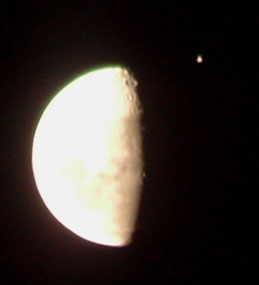
Kilka minut przed zakryciem Jowisza przez Księżyc 16 czerwca 2005 (widziane z Nelson, Nowa Zelandia).

Okultacja (łac. occultatio, zakrycie) – zjawisko astronomiczne, widome przejście pobliskiego ciała niebieskiego przed innym ciałem niebieskim. W wyniku okultacji ciało znajdujące się dalej od obserwatora staje się na pewien czas niewidoczne dla niego.
Ze względu na swoiste położenie Ziemi w Układzie Słonecznym wyróżniamy przede wszystkim dwa typy okultacji: okultację słoneczną i okultację księżycową, czyli przejście odległego ciała niebieskiego za tarczą odpowiednio: słoneczną, bądź księżycową. Ze względu na znaczną jasność tarczy Słońca obserwacje okultacji słonecznych są trudne i możliwe tylko w niektórych zakresach fal elektromagnetycznych. Znacznie łatwiejsze są obserwacje zakryć i odkryć ciał niebieskich przez Księżyc, zwłaszcza zachodzące na nieoświetlonej krawędzi tarczy Księżyca. Obserwowane są również wzajemne zakrycia planet oraz zakrycia gwiazd przez planety i inne obiekty Układu Słonecznego, jednak ze względu na niewielki rozmiar kątowy zakrywających obiektów są to zjawiska rzadkie. Zakrycia jednej planety przez drugą zdarzają się zaledwie kilka razy w ciągu stulecia, natomiast zakrycie planet przez Księżyc występuje 11 lub 12 razy na rok. Zakrycie gwiazd przez Księżyc następuje w cyklu mniej więcej dziewiętnastoletnim. Wiąże się to z cyklem obrotu węzłów orbity Księżyca wynoszącym 18,6 lat. Co 19 lat zdarzają się przy tym zakrycia tych samych gwiazd, przypadające na te same daty i fazy Księżyca, albowiem w grę wchodzi tu dodatkowo dziewiętnastoletni cykl Metona.
Okultacja jest wykorzystywana do wyznaczania właściwości fizycznych zakrywanych obiektów (np. ich kształtu, temperatury), poszukiwania satelitów planetoid, pierścieni wokół planet, a także korygowania profilu krawędzi Księżyca. Okultacja może pomóc astronomom wyznaczyć średnice dużych gwiazd oraz upewnić się, czy nie są układami podwójnymi.
W 1977 roku przejście Urana na tle gwiazdy pozwoliło odkryć pierścienie planety. Dzięki obserwacjom zakryciowym wiadomo także, że niektóre asteroidy w Układzie Słonecznym posiadają pierścienie. Należą do nich: (10199) Chariklo, (50000) Quaoar oraz (136108) Haumea.
Obserwacje zakryć planety pozasłonecznej 55 Cancri e (Janssen) przez jej gwiazdę macierzystą 55 Cancri A w latach 2012–2013 przez Kosmiczny Teleskop Spitzera pozwoliły ustalić, że temperatura tej planety waha się w przedziale od 1000 °C do 2700 °C. Analiza danych z kolejnych obserwacji wykonanych w roku 2016 wykazała, że na planecie tej występuje duża różnica temperatur pomiędzy stroną dzienną, a nieoświetloną stroną nocną (wskutek obrotu synchronicznego jedna strona planety jest stale zwrócona ku gwieździe, stąd w trakcie tranzytu (przejścia przed tarczą gwiazdy) zwrócona jest do Ziemi stroną nocną, a tuż przed zakryciem (przejściem za tarczą gwiazdy) stroną dzienną, więc możliwy był pomiar temperatury w różnych obszarach).